# Travis Meyer
Travis Meyer (Perth, 8 juni 1989) is een Australisch voormalig baan- en wegwielrenner. Hij is een jongere broer van Cameron Meyer.

## Carrière
Travis Meyer startte zijn wielercarrière op 12-jarige leeftijd op de baan. Hij behaalde zijn voorlopige grootste successen dan ook in het baanwielrennen. Bij de juniores schreef hij meerdere wereldtitels op zijn naam. Bij het Australische jongerenteam Team Jayco-AIS begon hij zich wat meer op de weg te richten met als gevolg dat hij onder andere het eindklassement van de Ronde van Berlijn op zijn naam schreef.
Omwille van zijn goede prestaties in 2009 kreeg hij een contract voorgeschoteld bij de ploeg van Jonathan Vaughters. Nadat zijn oudere broer reeds Australisch kampioen tijdrijden werd, behaalde Travis Meyer enkele dagen later de grootste zege tot dan toe uit zijn carrière. Na een aanval in de slotfase stoomde de Australiër naar zijn allereerste profzege - in zijn eerste wedstrijd bij de elites nota bene. Op 20-jarige leeftijd werd hij Australisch kampioen op de weg in Ballarat.
Meyer stopte anno 2016 met wielrennen toen hij reed voor Drapac Professional Cycling.

## Baanwielrennen

### Palmares
| Jaar     | AK                                                           | OK                               | WK                                            | Overig                           |
| Junioren | Junioren                                                     | Junioren                         | Junioren                                      | Junioren                         |
| -------- | ------------------------------------------------------------ | -------------------------------- | --------------------------------------------- | -------------------------------- |
| 2006     | Ploegenachtervolging, Ploegkoers                             |                                  | Ploegkoers, Ploegenachtervolging, Puntenkoers |                                  |
| 2007     | Achtervolging, Ploegenachtervolging, Puntenkoers, Ploegkoers |                                  | Achtervolging, Ploegenachtervolging, Scratch  |                                  |
| Elite    |                                                              |                                  |                                               |                                  |
| 2007     |                                                              | Ploegenachtervolging, Ploegkoers |                                               |                                  |
| 2008     | Ploegkoers, Scratch                                          |                                  |                                               |                                  |
| 2009     | Ploegenachtervolging                                         |                                  |                                               |                                  |
| 2010     | Ploegenachtervolging, Achtervolging                          |                                  |                                               | WB Beijing: Ploegenachtervolging |

## Wegwielrennen

### Overwinningen
2008
3e en 7e etappe Ronde van Wellington
Eindklassement Ronde van Wellington
Eindklassement Ronde van Berlijn
2010
 Australisch kampioen op de weg, Elite

### Resultaten in voornaamste wedstrijden
| Jaar | Ronde van Italië | Ronde van Frankrijk | Ronde van Spanje |
| ---- | ---------------- | ------------------- | ---------------- |
| 2012 |                  |                     | 165e             |
| 2013 |                  |                     |                  |

| Jaar | Luik-Bast.‑Luik | Waalse Pijl |
| ---- | --------------- | ----------- |
| 2012 | opgave          | 125e        |
| 2013 | 112e            | 70e         |

## Ploegen
- 2008 –  SouthAustralia.com-AIS
- 2009 –  Team Jayco-AIS [a]
- 2010 –  Garmin-Transitions
- 2011 –  Team Garmin-Cervélo
- 2012 –  Orica GreenEDGE [b]
- 2013 –  Orica GreenEDGE
- 2014 –  Drapac Professional Cycling
- 2015 –  Drapac Professional Cycling
- 2016 –  Drapac Professional Cycling

1. ↑  Tot juli heette de ploeg Team AIS, maar na het aantrekken van Jayco als hoofdsponsor werd de naam veranderd.
2. ↑  Tot de Ronde van Italië heette de ploeg GreenEDGE, maar na het aantrekken van Orica als sponsor werd de naam veranderd.